# Núi Tô (Tri Tôn)
Núi Tô is een xã in het district Tri Tôn, een van de districten in de Vietnamese provincie An Giang in de Mekong-delta.